# 荒木未歩
荒木 未歩（あらき みほ、1992年4月30日 - ）は日本の元女優。埼玉県出身。國學院大學法学部法律学科卒業。

## 来歴
- ミス國學院コンテスト2013に参加（2013年）。
- アリスインプロジェクト「デジタルホムンクルス」にて初舞台（2013年12月）。
- カラスカ「バック・島・ザ・フューチャー」にて初ヒロイン（2015年5月）。
- ミナクル・カンパニーに所属していた（2013年 - 2018年）[2]。
- その後は女優を引退し、営業職のかたわらフリーランスのサロンモデルなどとして活動。

## 人物
- 趣味：読書・散歩
- 特技：水泳・テニス・どこでも寝ることができる
- 資格：漢検準2級、美容薬学、コーヒーカフェマスター
- 愛称：ぽっちゃん

## 出演

### 舞台
2013年 - 2014年
- アリスインプロジェクト
  - 「デジタルホムンクルス[3]」（2013年12月18日 - 23日、池袋・シアターKASSAI） - サンガツ 役〈星組〉
  - 「RIN-RIN-RIN〜ヒーローはいつも君のそばにいる〜[4]」（2014年2月26日 - 3月2日、池袋・シアターKASSAI） - 吉沢朝陽 役〈星組〉
  - 「時空警察ヴェッカー改 ノエルサンドレ[5]」（2014年4月23日 - 27日、下北沢・小劇場B1） - 沢渡真琴 役〈空組〉
  - 7月公演「おうちに帰るまでが遠足です[6]」（2014年7月13日 - 17日、池袋・シアターKASSAI） - 風花 役〈星組〉
  - 「ヨルハ[7]」（2014年10月1日 - 5日、池袋・シアターKASSAI） - アネモネ 役〈天組〉
  - 「セブンフレンズ セブンミニッツ[8]」（2014年12月17日 - 21日、新馬場・六行会ホール） - 越野雀 役
- シザーブリッツ
  - 「ニューシネマパラダイちゅ」（2014年8月23日 - 31日、中野・劇場HOPE） - 松岡美紀 役〈Aチーム〉
  - 「MEIDO IN HEAVEN」（2014年10月28日 - 11月3日、新宿・サンモールスタジオ） - 横山佳奈 役

2015年
- シザーブリッツ
  - 「レンアイドッグス[9]」（2015年1月24日 - 2月1日、新宿・サンモールスタジオ） - 藤木芹那 役
  - 「グッドファーザー」（2015年3月31日 - 4月5日、笹塚ファクトリー） - 小理須くるみ 役〈Bチーム〉
  - 「MEIDO IN HEAVEN」（2015年9月8日 - 14日、中野・劇場MOMO） - 西九条雛子 役〈チームB〉
  - 「帰ってきたアンチョビー」（2015年12月8日 - 13日、上野ストアハウス） - 須田千代美 役〈チームA〉
- カラスカ「バック・島・ザ・フューチャー」（2015年5月14日 - 17日、上野ストアハウス） - ヒロイン 津田由梨絵 役
- アリスインプロジェクト
  - 「ヨルハ Ver. 1.1 [10]」（2015年5月26日 - 30日、西新宿・新宿村LIVE） - アネモネ 役〈アルファ部隊〉
  - 「魔銃ドナー[11]」（2015年6月24日 - 7月5日、池袋・シアターKASSAI） - セイラ 役
  - 「新・戦国降臨ガール[12]」（2015年10月21日 - 25日、新宿・スペース・ゼロ） - 長宗我部伊呂波 役
- UDA☆MAP「ガールズトーク☆アパートメント」2015Ver（2015年7月29日 - 8月9日、池袋・シアターKASSAI） - 鈴本琴音 役

2016年
- TOP BANANA「ラブストーリーはいらない」（2016年2月10日 - 14日、中野・劇場MOMO） - 美佐 役
- STRAYDOG「へなちょこヴィーナス」（2016年3月5日 - 6日、中目黒キンケロ・シアター） - 鳴海ゆか 役
- シザーブリッツ「ポセイドンの孫とYシャツと私」（2016年4月26日 - 5月1日、上野ストアハウス） - 松岡理香 役〈チームA〉
- AUBE GIRL'S STAGE「光射す場所へ歩く君たちへ」（2016年6月8日 - 12日、中野・テアトルBONBON） - 主演 愛莉 役〈夏組〉
- カラスカ4121「シッソウノオト」『失踪ノート』『疾走の音』（2016年8月3日 - 14日、アトリエファンファーレ高円寺） - ヒロイン 榎本瑞希 役
- ドリームプリンセス「放課後戦記」（2016年10月5日 - 10日、新宿村LIVE） - 峻拒絶恵 役[13]
- 演劇集団イヌッコロvsシザーブリッツ「ご町内デュエル」（2016年10月27日 - 11月6日、新宿・サンモールスタジオ） - ヒロイン 沙織 役〈チームシザーブリッツ〉
- オレガ「イライザ〜深海にひそむ初恋〜」（2016年12月14日 - 20日、中目黒・キンケロシアター） - ランドレス 役

2017年
- シザーブリッツ
  - 「ゴーストシスターズ!」（2017年2月9日 - 19日、ウッディシアター中目黒） - 土屋木葉 役
  - 「乱歩奇譚 Game of Laplace」（2017年4月12日 - 16日、新宿・シアターサンモール） - ミナミ 役
- クリエイティブアーツ「エンブリオ」（2017年5月17日 - 21日、新宿・シアターサンモール） - ミカゲ 役[14]
- イヌッコロ × ACTOLI × シザーブリッツ「ハッピーハードラック」（2017年6月24日 - 7月2日、恵比寿・エコー劇場） - 川村 役〈Bチーム〉
- 私立ルドビコ女学院「イバラヒメ」（2017年9月2日 - 6日、中目黒ウッディシアター） - 堀笑理 役[15]
- ワイルドチャイルド「No heart to the dead〜死人に心なし〜」（2017年9月28日 - 10月1日、池袋・シアターグリーン BOX in BOX THEATER） - 主演 オリビア・イングラム 役
- T-ZONE「リングのリア王!?」（2017年10月31日 - 11月5日、築地本願寺ブディストホール） - エドガー小雪 役
- 劇団まけん組「ダーリンの進化論[16]」（2017年12月6日 - 10日、恵比寿・エコー劇場） - 早乙女唯 役

2018年
- JOE Company「ええ、アイ」（2018年1月21日・25日、ザ･ポケット） - 愛光詩音 役[17]
- 劇団Allen suwaru「空行」（2018年6月6日 - 12日、学芸大学・千本桜ホール） - ルリ 役[18]
- 4121「ニューシネマパラダイちゅ」（2018年7月18日 - 22日、恵比寿・エコー劇場） - 松岡美紀 役
- Fastagion「楽屋ー流れ去るものはやがてなつかしきー」（2018年10月17日 - 21日、ART THEATER かもめ座） - 女優B 役
- 縁劇ユニット流星レトリック「W-Gladiolus」『カミクイ』（2018年11月9日 - 12日、高円寺・明石スタジオ） - ヒロイン 千里/セリ 二役
- 劇団たいしゅう小説家「湯もみガールズV〜湯乃町Love Story〜」（2018年12月19日 - 23日、大塚・萬劇場）

2019年
- Am-bitioN「ネーチャンズ☆8」（2019年2月19日 - 24日、築地ブディストホール） - 平目木ピン子 役[19]
- カラスカ「高度ブルー」（2019年6月12日 - 17日、ウッディシアター中目黒） - 新木美穂子 役[20]

### WEB
- SHOWROOM「みなくるずのみんなくるくる[21]」 （2013年12月 - 2015年8月）

## ユニット活動
- みなくるず（女優の石井陽菜・荒木未歩、Ray専属読者モデルの太田南。）（2013年12月 - 2015年8月）